# Довгий день йде в ніч (п'єса)
«Довгий день йде в ніч» ("Long Day's Journey into Night") — п'єса американського драматурга  Юджина О'Нілла, за яку йому було присуджено Пулітцерівську премію (1957, посмертно). Прем'єра вистави відбулася 2 лютого 1956 року в Королівському драматичному театрі (Стокгольм).
Твір, що має відверто автобіографічний характер, стосується родини Тайронів. Назва «Довгий день» каже, що дія вистави відбувається протягом одного дня.

## Короткий зміст
Дія п'єси розгортається в один день серпня 1912 року. Дія відбувається в будинку Монте-Крісто, у приморському Коннектикуті, будинку Тайронів. Чотири головні герої є напівавтобіографічними уособленнями самого О'Нілла, його старшого брата та їхніх батьків.
П'єса зображує сім'ю, яка бореться з реальністю та наслідками невдач інших членів сім'ї по відношенню до них самих. Батьки та двоє синів висловлюють звинувачення у провині, образі, озлобленості та ревнощах як проміжок того, що закінчується самопрограшними спробами виявити прихильність, підбадьорення, ніжність і співчуття, незважаючи на розчарування у своєму житті. Тривалий емоційний і психічний стрес сім'ї підживлюється їх спільним самоаналізом у поєднанні з ясною чесністю. Історія розповідає про психоз матері через залежність від морфію, скупість батька та почуття глибокого жалю, розпусту старшого брата та похмурий оптимізм молодшого через хворобу.

## Персонажі
- Джеймс Тайрон старший – 65 років. Він виглядає на десять років молодшим і має приблизно п'ять футів вісім дюймів на зріст, але здається вищим завдяки своїй військовій поставі та поставі. Він широкоплечий і має глибоку грудну клітку, надзвичайно гарний для свого віку зі світло-карими очима. Його мова й рухи схожі на класичного актора з вивченою технікою, але він невибагливий і зовсім не темпераментний із «нахилами, близькими до його скромних початківців та ірландських фермерських предків». Його одяг дещо потертий і пошарпаний. Він носить свій одяг до межі зручності. Усе своє життя він був здоровою людиною, у нього немає зависань і тривог, за винятком страху «померти в бідному будинку» та одержимості грошима. Він має «смуги сентиментальної меланхолії та рідкісні спалахи інтуїтивної чутливості». Він курить сигари і не любить, коли сини називають його «старим».
- Мері Каван Тайрон – 54 роки, дружина і мати сім'ї, яка проривається між самообманом і туманом своєї морфінової залежності. Вона середнього зросту з молодою витонченою фігурою, трохи повненька з виразно ірландськими рисами обличчя. Колись вона була надзвичайно гарною і досі вражає. Вона не користується макіяжем, її волосся густе, сиве та ідеально зачесане. У неї великі, темні, майже чорні очі. У неї м'який і привабливий голос із «відтінком ірландського пісню, коли вона весела». Мері залежна від морфію з моменту важкого народження її молодшого сина Едмунда. Лікар, який лікував її, просто дав їй знеболювальне, що призвело до тривалої залежності від морфіну, яка продовжує мучити її.
- Джеймс «Джеймі» молодший – 33 роки, старший син. У нього рідке волосся, орлиний ніс і ознаки передчасного розпаду. У нього звичний вираз цинізму. Він схожий на свого батька. «У тих рідкісних випадках, коли він посміхається, не глузуючи, його особистість має залишки жартівливого, романтичного, безвідповідального ірландського шарму – звабливої бездіяльності з ноткою сентиментально-поетичної». Він привабливий для жінок і популярний серед чоловіків. Він актор, як і його батько, але йому важко знайти роботу через репутацію безвідповідального алкоголіка, також він є бабієм. Вони з батьком багато сперечаються з цього приводу. Джеймі часто називає свого батька «Старим Гаспаром», персонажем з опери «Корневільські дзвони», який також є скнарою.
- Едмунд – 23 роки, молодший і більш інтелектуально та поетично налаштований син. Він худий і жилавий. Він схожий на обох своїх батьків, але більше на матір. У нього її великі темні очі та надчутливий рот на довгому вузькому ірландському обличчі з темно-каштановим волоссям і червоними відблисками від сонця. Як і його мати, він дуже нервовий. У нього погане здоров'я, щоки запалі. Згодом у нього діагностують туберкульоз. Він політично схильний до соціалістичних ухилів. Він мандрував світом, працюючи в торговому флоті, і за кордоном підхопив туберкульоз.
- Кейтлін – «Друга дівчина», вона літня покоївка. Вона «повногруда ірландська селянка», їй близько двадцяти з червоними щоками, чорним волоссям і блакитними очима. Вона «привітна, неосвічена, незграбна з дурістю з добрих намірів».